# Zunfthaus

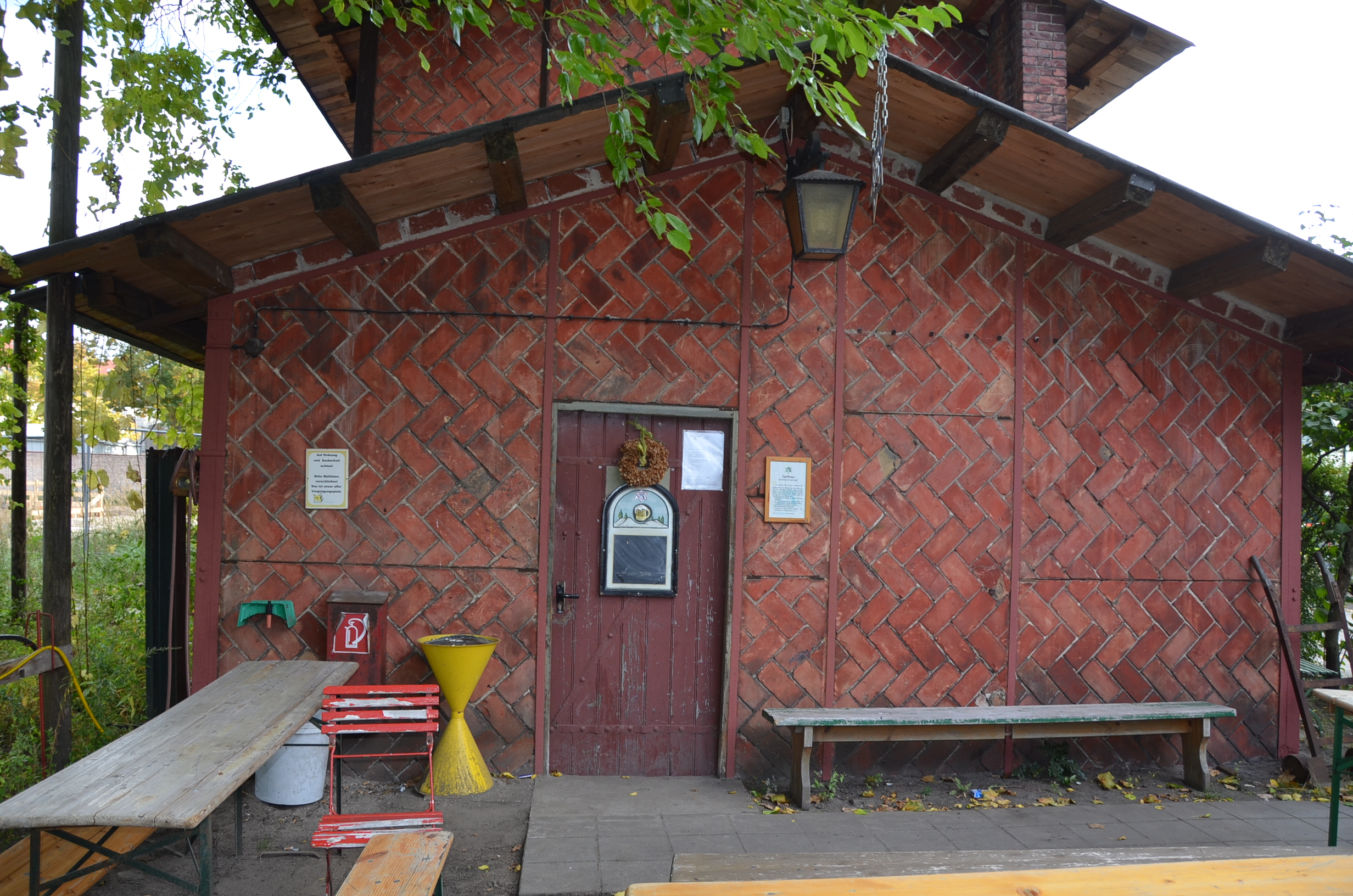
Zunfthaus der Berliner Brauer

Das Zunfthaus ist das traditionelle Versammlungshaus der Zünfte, der Vorläufer der Innungen.
Die Zünfte, die im Laufe des Mittelalters bedeutenden Einfluss gewannen, legten sich in vielen Städten eigene Ansitze zu. Sie dienten als Versammlungsort, für Festlichkeiten, und auch als Herberge der Wandergesellen und Altersheim für Zunftmitglieder.

## Beispiele
Zürcher Zunfthäuser:
- Zunfthaus zur Meisen (Meise) – Gastwirte
- Zunfthaus zur Zimmerleuten – Zimmerleute, Maurer und Binder
- Zunfthaus zur Haue – Salzleute
- Zunfthaus zum Rüden –  Ministerialadel, Kaufmannschaft, Bürgerpatriziat (Constaffel)
- Zunfthaus zum Kämbel (Kamel) – ein bedeutender Zusammenschluss zahlreicher Gewerbe

weitere
- Krämerzunfthaus (Koblenz)
- Großzunft in Memmingen – Patrizier
- Schneiderherberge zu Salzburg (heute Hotel Weisse Taube) – seinerzeit einziges Zunfthaus im Erzbistum

ehemalige Zunfthäuser
- De Waag (Amsterdam) diente von 1617 bis zur Abschaffung der einzelnen Zünfte um 1800 als Zunfthaus für die Lukasgilde, die Maurer, die Schmiede, die Holzschuhmacher, sowie der Zuft der Chirurgen- und Barbiere.[1][2]